# Циммерн, Елена
Еле́на Ци́ммерн (25 марта 1846, Гамбург — 11 января 1934, Флоренция) — британская и затем итальянская писательница (автор художественных, исторических и философских работ), журналистка, педагог и переводчица немецкого происхождения.

## Биография
Эмигрировала в Великобританию вместе с родителями в 1850 году. По приезде семья поселилась в Ноттингеме, где её отец занялся торговлей кружевом. По достижении совершеннолетия получила британское гражданство. Писать начала ещё в 1868 году, первоначально была автором детских рассказов, сотрудничала с журналами Once a Week, Argosy и другими. С 1873 года начала писать литературно-критические статьи о немецкой литературе для издания Examiner, тогда же сотрудничала с большим количеством британских изданий и некоторыми немецкими и итальянскими (поскольку владела итальянским языком). Занималась переводами английских, немецких и итальянских статей и книг (в том числе художественных произведений) с одного языка на другой, читала в Великобритании лекции по итальянскому искусству и переводила итальянские пьесы.
Дружила с Фридрихом Ницше, перевела две его книги на английский язык. В конце 1880-х годов эмигрировала в Италию, где поселилась во Флоренции. Прожила в этом городе до конца жизни, сотрудничала в газете «Коррьере-делла-Серра» и была редактором издания Florence Gazette.
Её статьи из еженедельника «Once a week» были собраны в «Stones in precious stones» (1873) и «Told by the waves» (1874). Наиболее известные монографии: «Schopenhauer, his life and his writings» (1876); «Lessing, his life and his works» (1878, немецкий перевод — 1879).